# 首都高速埼玉大宮線
首都高速埼玉大宮線（日语：／ Shuto kōsoku Saitama Ōmiya sen */?）是連接日本埼玉縣戶田市與埼玉市中央區與野出入口的首都高速道路路線。正式路線名稱為埼玉縣道124號高速埼玉戶田線。

## 概要
全線與國道17號新大宮繞道並行。路名雖為大宮線，但並未通過舊大宮市域。
本路段與美女木系統交流道以南的5號池袋線一體化，可視為池袋線的延伸路段。2012年引入距離計費以前，本路段與埼玉新都心線同為首都高速道路的埼玉線收費圈。
與野系統交流道北方有保留延伸構造，新大宮繞道也保留高架用地。埼玉縣都市計畫將之稱作 高速埼玉中央道路，預定將延伸至上尾道路的首都圈中央連絡自動車道桶川北本交流道。2017年（平成29年），至上尾南的上尾道路區間以地域高規格道路計畫名稱新大宮上尾道路事業化，由首都高速道路株式會社執行。

## 路線編號
- S5（S是Saitama Route的首字母[3]。）

首都高速路線編號以S開頭的路線除了本條(S5)埼玉大宮線外，還有(S1)川口線與(S2)埼玉新都心線，但沒有S3、S4兩條路線。這是因為本路線視同5號池袋線的延長因此編碼為S5，S3、S4目前沒有計畫路線。

## 出入口
- 全線都位於日本埼玉縣內。
- IC編號欄的背景色為■顯示該部分道路已經啟用，設施名稱欄的背景色為■顯示該部分設施尚未啟用，未通車路段名稱皆為臨時名稱。

| 出入口編號             | 中文設施名      | 日文設施名 | 英文設施名 | 接續路線名                              | 起點起計（公里） | 備註                                 | 所在地 | 所在地 |
| ---------------------- | --------------- | ---------- | ---------- | --------------------------------------- | ---------------- | ------------------------------------ | ------ | ------ |
| 池袋線 池袋、銀座方向  |                 |            |            |                                         |                  |                                      |        |        |
| -                      | 美女木JCT       |            |            | C3 東京外環自動車道                     | 0.0              |                                      | 戶田市 | 戶田市 |
| S551                   | 浦和南出入口/TB |            |            | 新大宮繞道                              | 1.5              | 東池袋、銀座方向出入口 入口為ETC專用 | 埼玉市 | 南區   |
| -                      | 浦和中央出入口  |            |            | 新大宮繞道                              | -                |                                      | 埼玉市 | 櫻區   |
| S554                   | 浦和北出入口    |            |            | 新大宮繞道                              | 5.7              | 新都心、與野方向出入口               | 埼玉市 | 櫻區   |
| S555                   | 與野出入口      |            |            | 新大宮繞道                              | 7.8              | 東池袋、銀座方向出入口               | 埼玉市 | 中央區 |
| -                      | 與野JCT         |            |            | 埼玉新都心線 核都市廣域幹線道路（計劃） |                  |                                      | 埼玉市 | 中央區 |
| 預定接續新大宮上尾道路 |                 |            |            |                                         |                  |                                      |        |        |

## 历史
- 1998年5月18日：美女木交流道～與野出入口開通。
- 2000年4月17日：與野交流道～新都心西出入口開通。與野交流道以東為埼玉新都心線。規制速度由60km/h變為80km/h。

## 交通量
24小時交通量（台）　道路交通調查
| 區間                            | 平成17（2005）年度 | 平成22（2010）年度 | 平成27（2015）年度 |
| ------------------------------- | ------------------ | ------------------ | ------------------ |
| 美女木系統交流道 - 浦和南出入口 | 39,864             | 45,953             | 50,550             |
| 浦和南出入口 - 浦和北出入口     | 39,864             | 37,827             | 39,568             |
| 浦和北出入口 - 與野出入口       | 39,864             | 38,541             | 40,381             |
| 與野出入口 - 與野系統交流道     | 39,864             | 17,921             | 18,929             |

（來源：「平成22年度道路交通センサス （页面存档备份，存于）」・「平成27年度全国道路・街路交通情勢調査 （页面存档备份，存于）」（國土交通省網頁））
- 令和2年度預定實施的交通量調査因嚴重特殊傳染性肺炎的影響而延期[4]。

## 外部連結
- 首都高速道路株式會社 （页面存档备份，存于）